# Héninel
Héninel település Franciaországban, Pas-de-Calais megyében. Lakosainak száma 188 fő (2022. január 1.). Héninel Wancourt, Saint-Martin-sur-Cojeul, Chérisy, Croisilles, Fontaine-lès-Croisilles és Guémappe községekkel határos.

## Népesség
A település népességének változása:
| Lakosok száma | 191  | 184  | 186  | 177  | 180  | 183  | 186  | 188  | 188  |
|               | 2013 | 2015 | 2016 | 2017 | 2018 | 2019 | 2020 | 2021 | 2022 |